# Conte di Northesk
Il titolo nobiliare di Conte di Northesk fa parte di quelli dei Pari di Scozia e fu istituito il 25 ottobre 1666 per John Carnegie, che prestò servizio con merito come sceriffo del Forfarshire (oggi Angus). Contemporaneamente al titolo di conte, gli fu assegnato anche il titolo sussidiario di Lord Rosehill e Eglismauldie (o Inglismaldie).
La contea prende il nome dal fiume North Esk nell'Angus. La famiglia risiede a Ethie Castle, vicino a Arbroath, in Scozia.
Carnegie era già stato investito conte di Ethie e Lord Lour nel 1647, ma rinunziò a quei titoli in cambio della investitura del 1666. Ai fini della precedenza e dell'anzianità, si considera che il conte di Northesk sia stato investito nel 1647, l'anno di costituzione della contea di Ethie. Il pronipote di Lord Northesk, il IV conte, sedette nella 'House of Lords' come rappresentante dei Pari dal 1708 al 1715. Il suo figlio più giovane, il sesto conte, fu ammiraglio nella Royal Navy.
Gli succedette suo figlio, il settimo conte. Anch'egli era ammiraglio nella marina e fu terzo in comando nella battaglia di Trafalgar.
Lord Northesk fu anche un rappresentante dei Pari scozzesi tra il 1796 e il 1807 e poi tra il 1830 e il 1831. Suo nipote, il IX conte, fu un Pari rappresentante dei Pari scozzesi dal 1885 al 1891. Gli succedette suo figlio, il X conte, che prestò servizio come rappresentante dei Pari scozzesi dal 1900 al 1921. Suo figlio, l'XI conte, fu rappresentante dei Pari scozzesi dal 1959 al 1963, quando a tutti i Pari scozzesi era automaticamente assegnato uno scranno nella House of Lords. A lui succedette il suo primo cugino, il XII conte. Egli era il figlio di Douglas George Carnegie, secondo figlio del Nono conte. Il XIV conte fu uno dei novanta Pari ereditari che riuscì ad essere eletto per rappresentare i Pari nella House of Lords a seguito della riforma introdotta con l'House of Lords Act del 1999, sedendo nei banchi dei Conservatori. Morì senza eredi diretti maschi, cosicché il titolo passò a un lontano cugino, discendente del secondo conte.
David Carnegie, I conte di Southesk, fu il fratello maggiore del primo conte.
Un altro membro della famiglia Carnergie fu Elizabeth Patricia Carnegy, Baronessa Carnegy di Lour, che era discendente dell'Hon. Patrick Carnegie di Lour, terzo figlio del secondo conte di Northesk.

## Conti di Northesk (1647/1662)
- John Carnegie, I conte di Northesk (c. 1580–1667)
- David Carnegie, II conte di Northesk (nato prima del 1627–1679)
- David Carnegie, III conte di Northesk (1643–1688)
- David Carnegie, IV conte di Northesk (nato prima del 1685-1729)
- David Carnegie, V conte di Northesk (1701–1741)
- George Carnegie, VI conte di Northesk (1716–1792)
- William Carnegie, VII conte di Northesk (1758–1831)
- William Carnegie, VIII conte di Northesk (1794–1878)
- George Carnegie, IX conte di Northesk (1843–1891)
- David Carnegie, X conte di Northesk (1865–1921)
- David Carnegie, XI conte di Northesk (1901–1963)
- John Carnegie, XII conte di Northesk (1895–1975)
- Robert Carnegie, XIII conte di Northesk (1926–1994)
- David Carnegie, XIV conte di Northesk (1954–2010)
- Patrick Carnegy, XV conte di Northesk (n. 1940)